# Franz Donat Werner

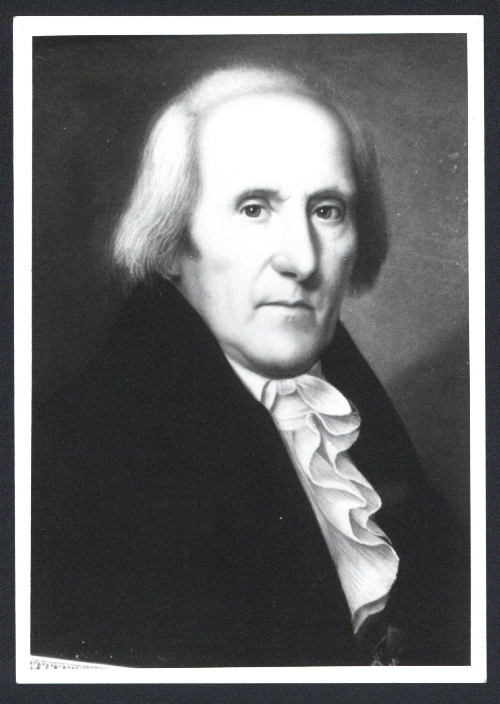
Franz Donat Werner

Franz Donat Werner (* 12. Juli 1761 in Trier; † 11. Mai 1836 in Speyer) war ein katholischer Priester, sowie erster Domdekan, später auch Generalvikar des 1821 wiedergegründeten Bistums Speyer.

## Leben und Wirken

### Priester und Geistlicher Rat
Er stammte aus Trier, erwarb das Lizenziat der Theologie und erhielt am 18. September 1784 in Trier die Priesterweihe.
Nach Tätigkeit als Kurat und ab 1788 als Professor am 
Kurfürstlichen Gymnasium Trier, wo er auch Mitglied der städtischen Lesegesellschaft war, wechselte Werner über ins Bistum Passau. Hier berief ihn der letzte Fürstbischof Leopold Leonhard von Thun und Hohenstein zum Geistlichen Rate. Kaiser Franz II.  ernannte ihn am 29. November 1792 zum Kanoniker am Freisinger Kollegiatstift St. Andrä. Am 12. November 1798 wurde Werner, unter Fürstbischof Joseph Konrad von Schroffenberg-Mös auch Geistlicher Rat im Bistum Freising. 1801 avancierte er hier zum Normalschuldirektor und war bis zur Säkularisation des geistlichen Territoriums, Ende 1802, für das dortige Schulwesen verantwortlich.
In der bischofslosen Zeit zwischen 1803 und 1817 blieb Franz Donat Werner unter dem Apostolischen Vikar Joseph Jakob von Heckenstaller als Rat in der Freisinger Bistumsleitung.

### Domherr in Speyer
Durch das Bayerische Konkordat von 1817 wurde die katholische Kirche in Bayern neu organisiert und u. a. das Bistum Speyer wiedergegründet. Der Vollzug des Staatsvertrags zog sich jedoch noch bis 1821 hin. Als man in jenem Jahr das Speyerer Domkapitel neu bestellte, ernannte König  Maximilian Joseph I. von Bayern, den Freisinger Geistlichen Franz Donat Werner zum dortigen Domkapitular und zum ersten Domdekan des neuen Sprengels. Werner war ein Wunschkandidat des Königs, ebenso wie der erste Bischof Matthäus Georg von Chandelle. Jener berief  Franz Donat Werner auch zum Leiter seines Ordinariats. Als der Bischof 1826 starb wählte das Domkapitel Franz Donat Werner zum Kapitularvikar, d. h., er leitete die Diözese bis zur Ernennung des neuen Bischofs. Der neue Oberhirte Johann Martin Manl (1827–1835) und dessen Nachfolger Peter von Richarz (1835–1836) beriefen Werner zu ihrem Generalvikar.
Laut einem Nachruf in der Zeitschrift Der Katholik (Nr. 8, 1836, Seite 32) litt  Franz Donat Werner schon länger an der Gicht, woran er auch gestorben sei.
Der Speyerer Historiker Franz Xaver Remling schrieb über ihn:

„Der Domdechant Franz Donat Werner war in Trier am 12. Juli 1761 geboren und sohin auch bereits ein Sechziger im Alter, als er den Ruf an die Speyerer Kathedrale erhielt. Weil ihm verdienstvollere Männer bei der Besetzung des Metropolitankapitels zu München im Wege standen, so wurde Werner gegen Wunsch und Hoffen zum Domdechanten in Speyer ernannt, wo ihn niemand erwartete und niemand kannte. Von hoher ehrwürdiger Gestalt, mit schneeweißem Haupthaare, ruhigem, bedächtigen Gange und bemessener Sprache konnte er schon einen Würdenträger der Kirche darstellen, so schwach auch bereits seine Körperkraft gewesen. Seine geistige Fähigkeit und Tätigkeit kann im Hinblicke auf die von seiner Hand noch vorhandenen Arbeiten nur als eine sehr mittelmäßige bezeichnet werden.“

Remling merkt auch an, dass ihn der König zuvor schon auf den gleichen Posten in Passau vorgeschlagen hatte, was jedoch der Apostolische Nuntius Francesco Serra di Cassano ablehnte, da er im Ruf stand, die Emser Punktation unterstützt zu haben.
In seiner Kirchengeschichte der Pfalz, Band IV (1964) erinnert Ludwig Stamer an die Tatsache, dass Bischof Chandelle und Domdekan Werner allerdings die einzigen Personen in der neuen Bistumsleitung gewesen seien, welche mit Verwaltungstätigkeiten und -abläufen vertraut waren.